# Théorème de Torelli
 (mai 2025).
En mathématiques, le théorème de Torelli, nommé d'après Ruggiero Torelli, est un résultat classique de géométrie algébrique complexe. Il énonce qu'une courbe algébrique projective lisse C est déterminée par sa variété jacobienne J(C), lorsque cette dernière est donnée est une variété abélienne principalement polarisée. En d'autres termes, le tore complexe J(C) suffit à connaître C. Le même énoncé est valable sur tout corps algébriquement clos. Il en découle que si les variétés jacobiennes canoniquement principalement polarisées de courbes de genre g sont k-isomorphes pour k un corps parfait quelconque, alors les courbes le sont aussi.
Ce résultat a eu de nombreuses extensions importantes. Il peut être reformulé en disant qu'un certain morphisme naturel, l'application des périodes, de l'espace de modules des courbes de genre fixé vers un espace de modules de variétés abéliennes, est injectif (sur les points géométriques).
Un cas qui a été étudié en profondeur est celui des surfaces K3 (par Viktor S. Kulikov (en), Ilya Piatetski-Shapiro, Igor Shafarevich et Fedor Bogomolov) et des variétés hyperkählériennes (par Misha Verbitsky (en), Eyal Markman (en) et Daniel Huybrechts).